# Epidapus quadrispinula
Epidapus quadrispinula är en tvåvingeart som beskrevs av Werner Mohrig 1991. Epidapus quadrispinula ingår i släktet Epidapus och familjen sorgmyggor.
Artens utbredningsområde är Turkmenistan. Inga underarter finns listade i Catalogue of Life.